# Michelle Pearson
Michelle Robyn Pearson, född 22 april 1962, är en australisk före detta simmare.
Pearson blev olympisk bronsmedaljör på 200 meter medley vid sommarspelen 1984 i Los Angeles.